# Llista de castells de Luxemburg
La Llista de castells de Luxemburg recull un nombre no exhaustiu d'aquesta mena de construccions, i inclou les fortaleses conegudes i palaus residencials del país.
Segons algunes estimacions, hi ha un màxim de 130 castells a Luxemburg però és probable que només n'hi hagi cosa més d'un centenar, encara que molts d'ells podrien ser considerats grans residències o cases senyorials en lloc de castells.

## Llista
| Imatge | Nom                             | Data de construcció | Localització                 | Estat                                                      |
| ------ | ------------------------------- | ------------------- | ---------------------------- | ---------------------------------------------------------- |
|        | Castell d'Ansemburg             | 1135                | Ansemburg                    | Propietat privada. Tancat al públic                        |
|        | Castell Nou d'Ansemburg         | 1639                | Ansemburg                    | Propietat privada, restaurat. Els jardins oberts al públic |
|        | Castell d'Aspelt                | 1590                | Aspelt                       | Restauració                                                |
|        | Castell de Beaufort (Luxemburg) | Segle XI            | Beaufort                     | Ruïnes, obert al públic                                    |
|        | Castell de Beggen               | 1895                | Beggen                       | Ambaixada de Rússia                                        |
|        | Castell de Berg                 | 1911                | Colmar-Berg                  | Residència del Gran Duc                                    |
|        | Castell de Bettange-sur-Mess    | 1753                | Bettange-sur-Mess            | Centre de rehabilitació                                    |
|        | Castell de Bettembourg          | 1733                | Bettembourg                  | Ajuntament de Bettembourg                                  |
|        | Castell de Bettendorf           | 1728                | Bettendorf (Luxemburg)       | Propietat privada, tancat al públic                        |
|        | Castell de Betzdorf             | Segle xvii          | Betzdorf                     | Tancat al públic                                           |
|        | Castell de Born                 | Segle XVIII         | Born (Luxemburg)             | Propietat privada                                          |
|        | Castell de Bourglinster         | Segle XI            | Bourglinster                 | Hotel i centre de conferències                             |
|        | Castell de Bourscheid           | 1095                | Bourscheid                   | Part restaurada oberta al públic                           |
|        | Castell de Brandenburg          | Segle XIII          | Brandenburg                  | Ruïnes, tancat al públic                                   |
|        | Castell de Clemency             | 1665                | Clemency (Luxemburg)         | Restaurat, en ocasions obert al públic                     |
|        | Castell de Clervaux             | Segle XII           | Clervaux                     | Restaurat, obert al públic                                 |
|        | Castell de Colpach              | Segle XVIII         | Colpach-Bas                  | Centre de recuperació                                      |
|        | Castell de Differdange          | 1577                | Differdange                  | Centre europeu Dolibois de la Universitat de Miami         |
|        | Castell de Dommeldange          | Segle XVII          | Dommeldange                  | Ambaixada de la Xina                                       |
|        | Castell de Dudelange            | Segle XV            | Mont Saint-Jean              | Ruïnes                                                     |
|        | Castell d'Erpeldange            | 1630                | Erpeldange                   | Oficines de la comuna                                      |
|        | Castell d'Esch-sur-Sûre         | Segle XIII          | Esch-sur-Sûre                | Ruïnes, obert al públic                                    |
|        | Castell de Fischbach            | Segle xvii          | Fischbach                    | Residència Gran-Ducal                                      |
|        | Palau Gran Ducal                | 1572                | Ciutat de Luxemburg          | Palau Gran Ducal                                           |
|        | Castell d'Heisdorf              | Segle XIX           | Heisdorf                     | Residència gent gran                                       |
|        | Castell d'Hesperange            | Segle XIII          | Hesperange                   | Ruïnes, propietat privada                                  |
|        | Castell d'Hollenfels            | Segle XI            | Hollenfels                   | Centre educatiu                                            |
|        | Castell de Koerich              | Segle XIII          | Koerich                      | Ruïnes, obert al públic                                    |
|        | Castell de La Fontaine          | 1563                | Clausen, Ciutat de Luxemburg |                                                            |
|        | Castell de Larochette           | Segle XI            | Larochette                   | Obert al públic a l'estiu                                  |
|        | Castell de Mamer                | 1830                | Mamer                        | Ajuntament                                                 |
|        | Castell de Mersch               | Segle XVI           | Mersch                       | Administració de la comuna, pot ser visitat                |
|        | Castell de Meysembourg          | 1880                | Prop a Larochette            | Propietat privada. Tancat públic                           |
|        | Castell de Munsbach             | 1775                | Munsbach                     | Centre educatiu                                            |
|        | Castell de Pettingen            | Segle XVI           | Pettingen                    | Ruïnes, obert al públic                                    |
|        | Castell de Rosport              | 1892                | Rosport                      | Museu obert al públic                                      |
|        | Castell de Sanem                | 1557                | Sanem                        | Llar d'infants                                             |
|        | Castell de Schengen             | Segle XIX           | Schengen                     | Hotel                                                      |
|        | Castell de Schoenfels           | Segle xvii          | Schoenfels                   | Obert al públic                                            |
|        | Castell de Schuttbourg          | 1830                | Prop de Kautenbach           | Privat                                                     |
|        | Castell de Schauwenburg         | Segle XI            | Bertrange                    | Ajuntament                                                 |
|        | Castell de Senningen            | 1750                | Senningen prop a Niederanven | Centre de conferències. Tancat al públic                   |
|        | Castell de Septfontaines        | Segle XIII          | Septfontaines                | Privat. Tancat al públic                                   |
|        | Septfontaines Rollingergrund    | 1775                | Ciutat de Luxemburg          | Centre de conveccions                                      |
|        | Castell de Stadtbredimus        | 1724                | Stadtbredimus                | Cooperativa vinícola                                       |
|        | Castell de Stolzembourg         | 1898                | Stolzembourg                 | Privat. Tancat al públic                                   |
|        | Castell d'Urspelt               | 1860                | prop de Clervaux             | Hotel                                                      |
|        | Castell d'Useldange             | Segle XII           | Useldange                    | Ruïnes obert al públic                                     |
|        | Castell de Vianden              | Segle XI/ XIV       | Vianden                      | Restaurat, obert al públic                                 |
|        | Castell de Walferdange          | 1824                | Walferdange                  | Universitat de Luxemburg                                   |
|        | Castell de Wiltz                | 1727                | Wiltz                        | Escola                                                     |
|        | Castell de Wintrange            | 1610                | Wintrange                    | Propietat privada.                                         |